# Prapor (jednotka)

Značka pro vlastní pěchotní prapor v mapové symbolice NATO

Prapor čili batalion je vojenská jednotka, jejíž plný početní stav čítá v závislosti na době a zemi sílu 300–1500 mužů. Prapory se obvykle člení na roty a sdružují do pluků, brigád či případně rovnou divizí (pluk může být vynechán nebo může být jen čistě formální) či do „skupin“ (což jsou obvykle účelová bojová uskupení). Velitelem praporu je před jmenováním do funkce majora kapitán, potom již major nebo podplukovník, v některých případech i plukovník.

## Terminologie
Označení prapor bylo původně užívano zejména u pěchoty, později i u dalších druhů vojsk, například ženijního či tankového. Jednotka dělostřelectva odpovídající praporu u ostatních druhů vojsk se v češtině tradičně označuje jako oddíl, a armáda meziválečné československé republiky označovala ekvivalentní jednotku jezdectva slovem korouhev.